# تاريخ العمل الاجتماعي
للعمل الاجتماعي جذور في محاولات المجتمع ككل التعامل مع مشاكل الفقر وعدم المساواة. يرتبط العمل الاجتماعي ارتباطًا وثيقًا بفكرة العمل الخيري، لكنه أوسع وأكثر شمولًا. يعود مفهوم الصدقة إلى العصور القديمة، كما تجذرت ممارسة التبرع للفقراء في جميع الديانات الكبرى.

## سوابق ما قبل الحداثة
قبل ظهور الدول الأوروبية الحديثة، كانت الكنيسة تقدم الخدمات الاجتماعية. عندما قام قسطنطين الأول بشرعنة الكنيسة المسيحية في القرن الرابع، أنشأت الكنيسة المشرّعة حديثًا جمعيات للدفن وبيوت للفقراء ومنازل للمسنين ومآوي للمشردين وأنشأت المستشفيات ودور الأيتام. كانت تلك المشاريع ممولة بغالبيتها، على الأقل جزئيًا من منح تقدمها الإمبراطورية.
بحلول عام 580 ميلادي، كان لدى الكنيسة نظام لتوزيع المواد الاستهلاكية على الفقراء: كان لكل أبرشية مكتب شماس يرتبط بها. غالبًا ما كانت الأديرة بمثابة وكالات خدمات اجتماعية شاملة، تعمل كمستشفيات ومنازل للمسنين ودور للأيتام ومحطات مساعدة وإيواء للمسافرين.
خلال العصور الوسطى، كان للكنيسة المسيحية تأثير هائل على المجتمع الأوروبي وكانت تعتبر الإحسان مسؤولية ودلالة على التقوى. كانت أعمال الخير هذه تتم على شكل إغاثة مباشرة (على سبيل المثال، تقديم أموال أو أغذية أو سلع مادية أخرى لتخفيف حاجة معينة) بدلاً من محاولة معالجة الأسباب الجذرية للفقر وتغييرها. نظرًا لغياب سلطة مدنية فعالة قادرة على القيام بنشاطات خيرية واسعة النطاق، قام رجال الدين بهذا الدور حتى الفترة الحديثة المبكرة.

## التطور الحديث

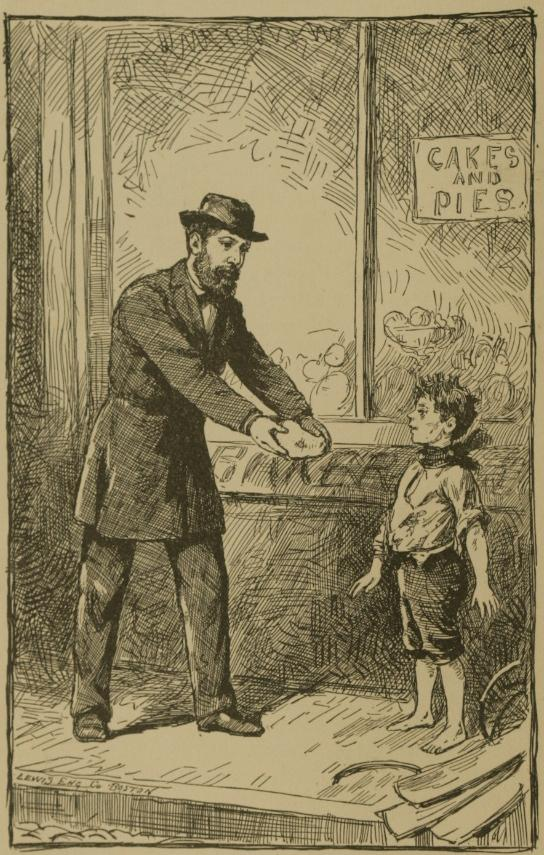
يتضمن العمل الاجتماعي تحسين المشكلات الاجتماعية مثل الفقر والتشرد.

لم تُستبدل أنظمة المساعدة الاجتماعية غير الرسمية للكنيسة والأسرة بخدمات الرعاية الاجتماعية الرسمية إلا بعد ظهور الصناعة والتمدّن.
ممارسة العمل الاجتماعي حديثة نسبيًا ويُعتبر أنها تطورت من ثلاثة فروع. الأول كان العمل الفردي، وهي إستراتيجية ابتكرتها جمعية المنظمات الخيرية في منتصف القرن التاسع عشر. والثاني هو الإدارة الاجتماعية التي تضمنت أشكالًا مختلفة من تخفيف الفقر ومكافحته. أما العنصر الثالث فيتألف من العمل الاجتماعي، وبدلاً من الانخراط في حل المتطلبات الفردية الضرورية، كان التركيز على العمل السياسي من خلال المجتمع لتحسين ظروفه الاجتماعية وبالتالي تخفيف حدة الفقر.
كان هذا التطور مصحوبًا بتطوير المؤسسات للتعامل مع مجموعة كاملة من المشاكل الاجتماعية. إذ حققت جميعها أسرع نمو لها خلال القرن التاسع عشر، ووضعت أسس العمل الاجتماعي الحديث، من الناحية النظرية والعملية على حد سواء.
نشأ العمل الاجتماعي الاحترافي في إنجلترا في القرن التاسع عشر، وكان متجذرًا في الاضطرابات الاجتماعية والاقتصادية الناجمة عن الثورة الصناعية. ولأن الفقر كان المحور الرئيسي للعمل الاجتماعي المبكر، فقد ارتبط ارتباطًا وثيقًا بفكرة العمل الخيري.

### تخفيف الفقر
مع تراجع الإقطاع في إنجلترا في القرن السادس عشر، أصبح الفقراء يُعتبرون تهديدًا مباشرًا للنظام الاجتماعي. ولأنهم في كثير من الأحيان غير مرتبطين بإقطاع معين، فقد شكّلت الحكومة نظامًا لرعايتهم وتخفيف حدة الفقر لديهم.
يمكن تتبع أصول نظام قانون الفقراء الإنجليزي إلى قوانين العصور الوسطى المتأخرة التي تتناول التسوّل والتشرد، لكن نظام قانون الفقراء لم يُسنّ بشكل رسمي إلا خلال فترة حكم تيودور. حلّ تيودور الأديرة، وهي السبب الرئيسي لضعف الإغاثة، فانتقلت إغاثة الفقراء من عمل طوعي إلى ضريبة إلزامية جُمعت على مستوى الرعية. كان التشريع المبكر متعلّقًا بالمتشردين ويهدف لحمل القادرين جسديًا على العمل، خاصة وأن العمالة كانت محدودة بعد الموت الأسود الذي ضرب أوروبا.
وضع أول قانون متكامل لإغاثة الفقراء عام 1597، كما وضعت بعض الأحكام المتعلقة بـ «الفقراء المستحقين» في قانون إليزابيث للفقراء عام 1601. أنشأ هذا القانون نظامًا يُدار على مستوى الرعية، ويدفع عن طريق فرض رسوم محلية على دافعي الضرائب. كانت إغاثة أولئك الذين يعانون من المرض أو الكبر في السن، والذين يطلق عليهم لقب «الفقراء العاجزون»، تتم في هيئة مدفوعات أو مواد غذائية أو ملابس وكانت تُعرف أيضًا باسم الإغاثة الخارجية. في هذه الأثناء، كان المتسولون الذين يمتنعون عن العمل والذين رفضوا العمل غالباً ما يوضعون في بيوت الإصلاح أو حتى يتعرضون للضرب لتغيير مواقفهم.
نظرًا لتزايد عدد السكان في المستعمرات الأوروبية في أمريكا، بُنيت بيوت لإيواء الأشخاص المستضعفين الذين لا يمتلكون أي دعم، بما في ذلك الأشخاص الذين يعانون من أمراض دائمة أو كبار السن الذين لا أسر لديهم. بنى وليم بين أول دار مسجّل للفقراء عام 1713 بالقرب من فيلادلفيا، وكان مفتوحًا فقط أمام أعضاء جمعية الأصدقاء الدينية (كواكرز). بُني واحد ثان في مكان قريب عام 1728، لكن هذه المرة بأموال عامة. عام 1736، افتتحت سلطات نيويورك منزل الفقراء في مدينة نيويورك (الذي سمي فيما بعد مستشفى بلفيو) وفي عام 1737 افتتحت نيو أورلينز مستشفى سانت جون لخدمة فقراء المدينة.

### الصدقة الخاصة
شهد القرن التاسع عشر قفزة كبيرة للأمام في الإنجازت التكنولوجية والعلمية. زادت أيضًا الهجرة إلى المناطق الحضرية في جميع أنحاء العالم الغربي، ما تسبب بالعديد من المشاكل الاجتماعية. حفز هذا الواقع الطبقات النشطة والمقتدرة اجتماعيًا للبحث عن سبل لتحسين الظروف المادية والروحية للفئات الفقيرة.
خلال هذا الوقت، بدأت جمعيات الإنقاذ بإيجاد وسائل أفضل للدعم الذاتي للنساء المتورطات في أعمال الدعارة، كما بنت الدولة المصحات العقلية للمساعدة في رعاية الذين يعانون من أمراض عقلية.
يعتبر معظم المؤرخين مجتمع المنظمات الخيرية، الذي أسسته هيلين بوسانكيه وأوكتافيا هيل في لندن في عام 1869، المنظمة الرائدة للنظرية الاجتماعية التي أدت إلى ظهور العمل الاجتماعي كعمل أو مهنة احترافية.

## العمل الطبي الاجتماعي
أطلق على أول عاملين اجتماعيين طبيين محترفين في إنجلترا اسم «المشرفون على المستشفيات»، وكانوا عاملين في مؤسسات طبية. عينت مستشفى رويال فري بلندن ماري ستيوارت كأول امرأة عاملة فيها عام 1895. كان دورها تقييم الأشخاص الذين يطلبون العلاج في المستشفى للتأكد من أنهم «يستحقون» العلاج المجاني. سرعان ما تطور الدور ليوفر برامج اجتماعية أخرى، وبحلول عام 1905، وضعت مستشفيات أخرى أدوارًا مماثلة.
كان غاريت بيلتون أول عامل اجتماعي طبي محترف يُعين في الولايات المتحدة بعده إيدا كانون عام 1905 في مستشفى ماساتشوستس العام. كان الدكتور ريتشارد كلارك كابوت أحد المدافعين الرئيسيين عن إنشاء هذا الدور، لاعتقاده بوجود صلة بين السل والنظافة.
سرعان ما انتشر هذا النهج للمستشفيات الأمريكية الأخرى، ففي عام 1911، كان هناك 44 قسمًا للعمل الاجتماعي في 14 مدينة مختلفة. بعد عامين، ارتفع عدد أقسام العمل الاجتماعي إلى 200. بعد عام 1905، تدرّب معظم العاملين الاجتماعيين كممرضين وممرضات. تأسست الجمعية الأمريكية للأخصائيين الاجتماعيين بالمستشفيات عام 1918 لزيادة الروابط بين التعليم الرسمي وممارسة المستشفيات. عام 1929، كانت هناك عشر دورات جامعية في العمل الاجتماعي الطبي. في هذه الفترة تقريبًا، بدأ الطب النفسي وعلم النفس في التنافس مع العمل الاجتماعي باعتباره المنهج التكميلي للطب في المستشفيات.

## رعاية الدولة (الرعاية الرسمية)
مع تفاقم مشكلة الفقر، أصبح جليًا أن الاقتصاد الحر لا يعمل بالشكل المطلوب وأن الحكومات يجب أن تتخذ تدابير استباقية للحد من الفقر بدل أن تترك المهمة للمنظمات التي يديرها القطاع الخاص. كانت مبادئ الليبرالية الكلاسيكية على المحك بشكل متزايد جراء الركود الاقتصادي، والإدراك المتنامي لشرور الفقر والبطالة والحرمان المنتشرين في المدن الصناعية الحديثة. بدأ الليبراليون الجدد بتكييف الأسلوب القديم لليبرالية لمواجهة هذه الظروف الصعبة، التي اعتقدوا أنه لا يمكن حلها إلا من خلال تدخّل أكبر للدولة في الدورة الاقتصادية. كان توماس هيل غرين أحد الليبراليين الذين تحولوا فباتوا يدعون إلى تدخل حكومي أكبر، إذ اعتقد أنه على الدولة تعزيز وحماية البيئات الاجتماعية والسياسية والاقتصادية التي سيكون للأفراد فيها  فرصةً أفضل للعمل وفق ما تمليه عليهم لضمائرهم. يجب ألا تتدخل الدولة إلا عندما يكون هناك ميل واضح ومثبت وقوي لاستعباد الأفراد وسلبهم حرياتهم.